# Babice (województwo łódzkie)
Babice – wieś w Polsce położona w województwie łódzkim, w powiecie pabianickim, w gminie Lutomiersk.
Miejscowość położona jest na Wysoczyźnie Łaskiej.
Prywatna wieś duchowna położona była w drugiej połowie XVI wieku w powiecie łęczyckim województwa łęczyckiego. Wieś opactwa cystersów w Wąchocku zamieniona została w 1432 roku na rzecz klasztoru kanoników regularnych w Trzemesznie.
Do 1953 roku istniała gmina Babice. W latach 1975–1998 miejscowość administracyjnie należała do województwa sieradzkiego.